# 王况 (将军)
王況（？—23年），前漢時代末期、新朝武将。与前漢末成都侯王況、新代占師王況是同名同姓的另一人。

## 生平
| 姓名         | 王況 |
| 時代         | 前漢時代 - 新朝                                                                                         |
| 生卒年       | 生年不詳 - 23年（地皇四年）                                                                             |
| 字・別号     | 〔不詳〕                                                                                                |
| 出身地       | 〔不詳〕                                                                                                |
| 職官         | 春王城門校尉〔前漢〕→奮威将軍〔前漢〕 ※振武将軍（時期不明） →虎賁将軍〔新〕 →将軍（九虎将軍之一）〔新〕 |
| 爵位・号等   | - |
| 陣营・所属等 | 孺子嬰→王莽                                                                                             |
| 家族・一族   | 〔不詳〕                                                                                                |

居摄二年（7年）九月、東郡太守翟義起兵反对王莽。春王城門校尉王況被王莽任命为奮威将軍，和奮武将軍孫建等六将軍参加討伐翟義。根据《宋書》百官志，王況在前漢末被任命为振武将軍，時期不明。
始建国二年（10年）十二月、王莽改匈奴单于称号为降奴服于，命立国将軍孫建十二将軍率五路討伐匈奴。王況为虎賁将軍，是十二将軍之一，他和五威将軍苗訢从五原郡出击。
地皇四年（23年）秋，王況被王莽任命为九虎将军之一，讨伐弘农郡析县的变民军邓晔、于匡。九虎将军家族被王莽作为人质，九虎将军率精锐部队负责首都警备，王莽惜财货，九虎将军部队兵士的薪水仅四千钱，于是士气低落。王況和郭钦等其他八位将军，在弘农郡华阴县回谿要冲守备，被邓晔、于匡大败。
九虎将军中的王况、史熊回京，领死罪。王莽派遣使者叱責，二人当場自殺。